# Київка (Краснодарський край)
Київка (рос. Киевка) — хутір у Гулькевицькому районі Краснодарського краю Російської Федерації з населенням 172 особи (2010).
Входить до складу Отрадо-Ольгинського сільського поселення.

## Географія

### Вулиці
- вул. Калініна,
- вул. Леніна,
- вул. Чапаєва.

## Населення
За даними всеросійського перепису, у 2010 році на хуторі проживало 172 особи, а у 2002 році — на 261,6 % понад  — 450 жителів.